# Деглав, Арнольд
Арнольд Фридрихович Де́главс (латыш. Arnolds Deglavs; 1904—1969) — председатель Рижского исполнительного комитета (1940—1941, 1944—1951). Участник коммунистического движения в Латвии. Депутат 4-го Сейма от Рабоче-крестьянской фракции, Верховного Совета Латвийской ССР и СССР. Член ЦК Компартии Латвии (1949—1951).

## Биография
Арнольд Деглавс родился в Гробиньском уезде Курляндской губернии. В юности увлекся социал-демократическими и коммунистическими идеями. В 1933 году баллотировался в 4-й Сейм, первоначально не был избран, но затем получил мандат после ухода с поста однопартийца Фрициса Берга.
После переворота 1934 года и роспуска партий занимался коммунистической работой подпольно, был арестован.

### Роль в событиях 1940 года
После отстранения от власти правительства Карлиса Улманиса 4 июля 1940 года временное правительство приняло решение о проведении выборов в Народный Сейм и создании Центральной избирательной комиссии, секретарём которой стал А. Деглавс. 9 июля его сменил другой коммунист, Карлис Гайлис, а Деглавс вошел в избирательный список Блока трудового народа по Земгальскому округу. Проголосовал за включение Латвии в состав СССР.
В ноябре 1940 года был избран председателем Рижского городского исполнительного комитета депутатов трудящихся и работал на этой должности до начала Великой Отечественной войны.

### В эвакуации
В конце июня 1941 года вместе с женой и двумя детьми был эвакуирован в Россию, затем в Среднюю Азию, в Ташкент, где его супруга Айна изучала библиотечное дело в университете.

### На советской работе
На период правления А. Деглава приходится восстановление послевоенной Риги, организация троллейбусного сообщения, разработка планов развития Риги.
В 1950 году был избран депутатом Верховного Совета СССР 3 созыва и членом его мандатной комиссии.
В 1951 году был освобождён от занимаемой должности по делу о катастрофе прогулочного парохода «Маяковский», который затонул 13 августа 1950 года у набережной Даугавы в результате перегрузки, когда одни пассажиры ещё не успели выйти с него на берег, а другие стремились занять их место. Эта трагедия унесла жизни 147 человек. По делу о катастрофе на различные сроки заключения были осуждены 6 человек, в том числе председатель Рижского горисполкома А. Деглавс и 4 члена команды парохода. Все они были амнистированы после смерти Сталина.
С 1961 года и до конца жизни возглавлял исполнительный комитет Юрмальского городского Совета народных депутатов.

## Семья
Супруга — Айна Деглава (урожденная Сукута, 1959—1982), с 1959 года возглавляла Государственную библиотеку Латвийской ССР.
Дочь — Велта Чеботарёнок, журналистка, депутат Верховного Совета Латвийской ССР последнего созыва, руководитель Движения 4 мая.